# Distintivos de grado del personal de cuadro permanente de la Fuerza Aérea de Chile

## Distintivos de grado
| Rango            | Suboficial Mayor  | Suboficial | Suboficial  | Clase       | Clase   | Clase   | Clase  |  |
| ---------------- | ----------------- | ---------- | ----------- | ----------- | ------- | ------- | ------ |  |
| Hombro           |                   |            |             | -           | -       | -       | -      |  |
| Brazo            |                   |            |             |             |         |         |        |  |
| Grado            | Suboficial Mayor  | Suboficial | Sargento 1° | Sargento 2° | Cabo 1° | Cabo 2° | Cabo   |  |
| Abreviatura      | (SOM)             | (SOF)      | (SG1)       | (SG2)       | (CB1)   | (CB2)   | (CBO)  |  |
| Años en el Grado | 1 año como mínimo | 4 años     | 5 años      | 5 años      | 6 años  | 6 años  | 3 años |  |
| Código OTAN      | OR-9              | OR-8       | OR-7        | OR-6        | OR-5    | OR-4    | OR-3   |  |

## Distintivos de especialidad
| Escalafón      |              | De Línea                                      | De Línea                                                                                               | De Línea | De Línea                                                                  | De Línea | De los Servicios |
| Piocha         |              |                                               | | |                                                                           | | Sin piocha, no son egresados de cursos regulares de la E.E. |
| -------------- | ------------ | --------------------------------------------- | --- | --- | ------------------------------------------------------------------------- | --- | --- |
| Escalafón      | Inteligencia | Defensa Aérea                                 | Tripulante Aéreo                                                                                       | Mantenimiento y Armamento | Comunicaciones y Electrónica                                              | Administrativo | Servicios Auxiliares |
| Especialidades | Inteligencia | Artillería Antiaérea. Infantería de Aviación. | Tripulante de Aeronaves. Tripulante de Helicópteros. Aerofotogrametria. Controlador de Transito Aéreo. | Armamento. Control de Mantenimiento de Materiales. Mecánica de Equipos Terrestres de Apoyo. Mecánica de Estructura Aeronaves. Mecánica de Motores Aeronaves. Mecánica de Sistemas Aeronaves. | Computación e Informática. Electro Electrónico Aéreo. Telecomunicaciones. | Administración de Abastecimiento. Administración de Personal. Administración de Finanzas. Administración de Oficinas. | Estafetas. Enfermero de combate. Cocineros. Conductores de vehículos terrestres. Peluqueros. Músicos. Mayordomos. Y todo personal no tipificado en las profesiones anteriores |